# Rhectosemia braziliensis
Rhectosemia braziliensis is een vlinder uit de familie van de grasmotten (Crambidae), uit de onderfamilie van de Spilomelinae. De wetenschappelijke naam van de soort is voor het eerst gepubliceerd in 1959 door Eugene Gordon Munroe.
De soort komt voor in Brazilië.